# Иларион (Лупулович)
Епископ Иларион (в миру Растко Лупулович, серб. Растко Лупуловић; 16 октября 1974, Белград) — епископ Сербской православной церкви, титулярный епископ Новобрдский, викарий патриарха Сербского.

## Биография
Родился 16 октября 1974 года в Белграде в семье Илии и Даницы Лупуловичей. Он учился в начальной и средней школе в Белграде. В 1991 году он поступил на факультет драматического искусства — по специальности актёрское мастерство. Он проявил большой артистический талант и в знаменитом театре «Ателье 212» его видели как одного из самых перспективных актёров молодого поколения.
С 1992 года он регулярно приезжал в Монастырь Высокие Дечаны и, наконец, в 1996 году, по благословению настоятеля, Феодосия (Шибалича), стал послушником в этом монастыре. В 1998 году, в праздник святого Стефана Дечанского, был рукоположен в монахи по чину малой схимы, получив монашеское имя Иларион, в честь святого Илариона Великого. В 1999 году рукоположен в сан иеродиакона, в 2001 году рукоположен в сан иеромонаха.
Будучи особо одаренным в искусстве, он, помимо других обязанностей, обычно писал иконы в монастырской мастерской. В период с 2008 по 2010 год дважды по несколько месяцев пребывал в монастыре Печского Патриархата, помогая в регулярных богослужениях и готовя монастырь к интронизации Патриарха Сербского Иринея в октябре 2010 года.
Вскоре после этого, по благословению епископа Рашко-Призренского Феодосия, он был назначен исполняющим обязанности настоятеля Монастыря Гориоч, проявляя большое усердие в работе с верующими восточного региона и помогая сестричеству в восстановлении этой святыни. Наконец, на Сретение Господне в 2011 году, он был направлен в Монастырь Драганац в Косовском Поморавье, где принял на себя управление монастырём, сначала в качестве исполняющего обязанности настоятеля, а затем в качестве настоятеля монастыря, где вскоре собралась братия в десять монахов и послушников. В Косовом Поморавье он продолжал работать не только над строительством и приспособлением Монастыря Драганац, но и над духовным обогащением верующих. Он регулярно обучал детей религиозному воспитанию в местной сербской школе и часто читал лекции по всей епархии и Сербской православной церкви на различные богословские темы.
В неделю православия 2012 году в Монастыре Драгонац епископ Феодосий возвдёл его в сан протосинкелла.
В День святого Георгия 2015 года он был возведён в сан архимандрита и назначен архиепископским наместником епископа Рашко-Призренского.
21 мая 2022 года на очередном заседании Священного Архиерейского Собора Сербской Православной Церкви избран викарным епископом Рашко-Призренской епархии с титулом епископа Новобрдского.
19 ноября 2022 года в Соборной церкви в Белграде состоялась его наречение во епископа.
20 ноября 2022 года в храме Святого Саввы в Београду состоялось его хиротония во епископа, которую совершили: Патриарх Сербский Паорфирий, архиепископ Охридски и митрополит Скопский Иоанн (Вранишковский), митрополит Черногорско-Приморский Иоанникий (Мичович), епископ Бачский Ириней (Булович), епископ Шумадийский Иоанн (Младенович), епископ Браничевский Игнатий (Мидич), епископ Милешевский Афанасий (Ракита), епископ Рашско-Призренский Феодосий (Шибалич), епископ Славонски Иоанн (Чулибрк), епископ Тимокский Иларион (Голубович), епископ Нишский Арсений (Главчич), епископ Валевский Исихий (Рогич), епископ Захумско-Герцеговинский Димитрий (Радженович), епископ Шабачки Иерофей (Петрович), епископ Стобийский Давид (Нинов), епископ Ремезианский Стефан (Шарич), епископ Мохачский Дамаскин (Грабеж), епископ Марчанский Савва (Бундало), епископ Хвостанский Алексий (Богичевич).